# Colegio Mayor de Santiago el Zebedeo

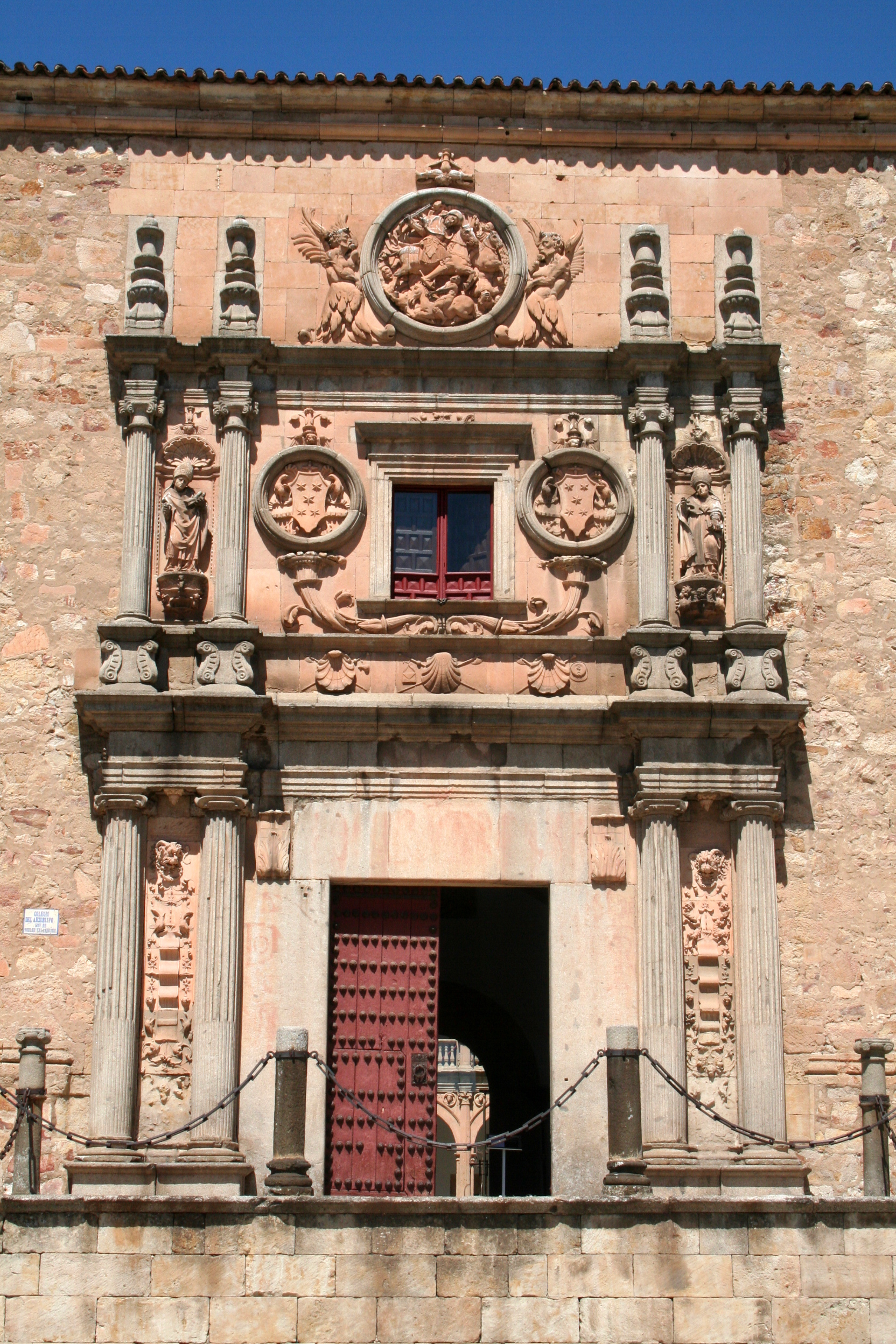
Voorportaal

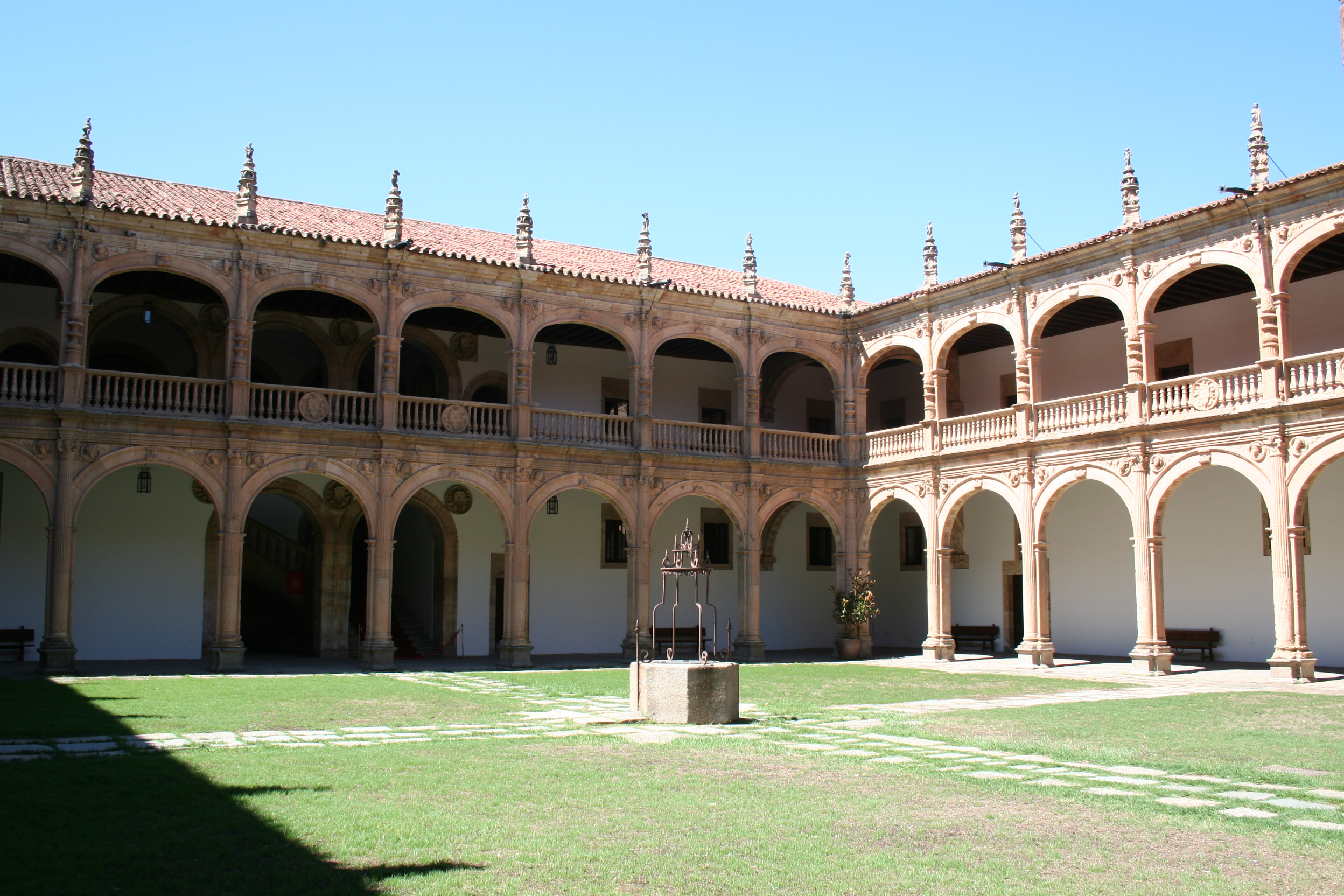
Kloostergang

Het Colegio Mayor de Santiago el Zebedeo, beter bekend als het Colegio Mayor de Arzobispo Fonseca, is een van de vier grote universiteitscolleges in Salamanca, Spanje.

## Geschiedenis
In 1519 stichtte Alonso de Fonseca, aartsbisschop van Santiago de Compostela, een college, zodat studenten uit Galicië konden studeren aan de Universiteit van Salamanca. Drie architecten, Juan de Álava, Diego de Siloé en Rodrigo Gil de Hontañón, zijn betrokken geweest bij de bouw van het college, die in 1578 was voltooid.
Vanaf 1542 konden (katholieke) Ierse studenten, die in eigen land slachtoffer waren van vervolging door de Engelsen, in een eigen college in Salamanca terecht om te studeren: het Colegio de San Patricio. Dit college werd tijdens de Spaanse Onafhankelijkheidsoorlog door Franse troepen verwoest, waarna de Ierse studenten in 1838 hun intrek namen in het Colegio de Fonseca, dat sindsdien ook bekendstaat als het Colegio de los Irlandeses.
Het gebouw is ook tegenwoordig nog eigendom van de Universiteit van Salamanca, die er onderdak biedt aan jonge wetenschappers en culturele activiteiten organiseert.

## Architectuur
Het Colegio Mayor de Santiago el Zebedeo is gebouwd in platererscostijl rondom een grote kloostergang. Deze is opgebouwd uit twee verdiepingen en versierd met 128 medaillons met historische, Bijbelse en mythologische personages.
De façade is eenvoudig vormgegeven. Alleen het portaal is rijk gedecoreerd. Bovenin is een medaillon te zien met de apostel Jacobus (Spaans: Santiago) in de slag van Clavijo. Volgens de legende zou de apostel in 844 met het christelijke leger van Ramiro I van Asturië gestreden hebben tegen de moslims onder leiding van de emir van Córdoba. Onder het medaillon bevinden zich beelden van de heiligen Ildefonsus (links) en Augustinus (rechts). Tussen hen in zijn twee hoornen des overvloeds gebeeldhouwd die elk een schijf met het wapen van de familie Fonseca dragen.
De kapel in flamboyante stijl bevindt zich onmiddellijk rechts van de ingang. Het retabel (1529) is van de hand van Alonso Berruguete, een belangrijke Spaanse beeldhouwer uit de Renaissance, en laat een combinatie van houtsnijwerk en schilderkunst zien.

## Afbeeldingen

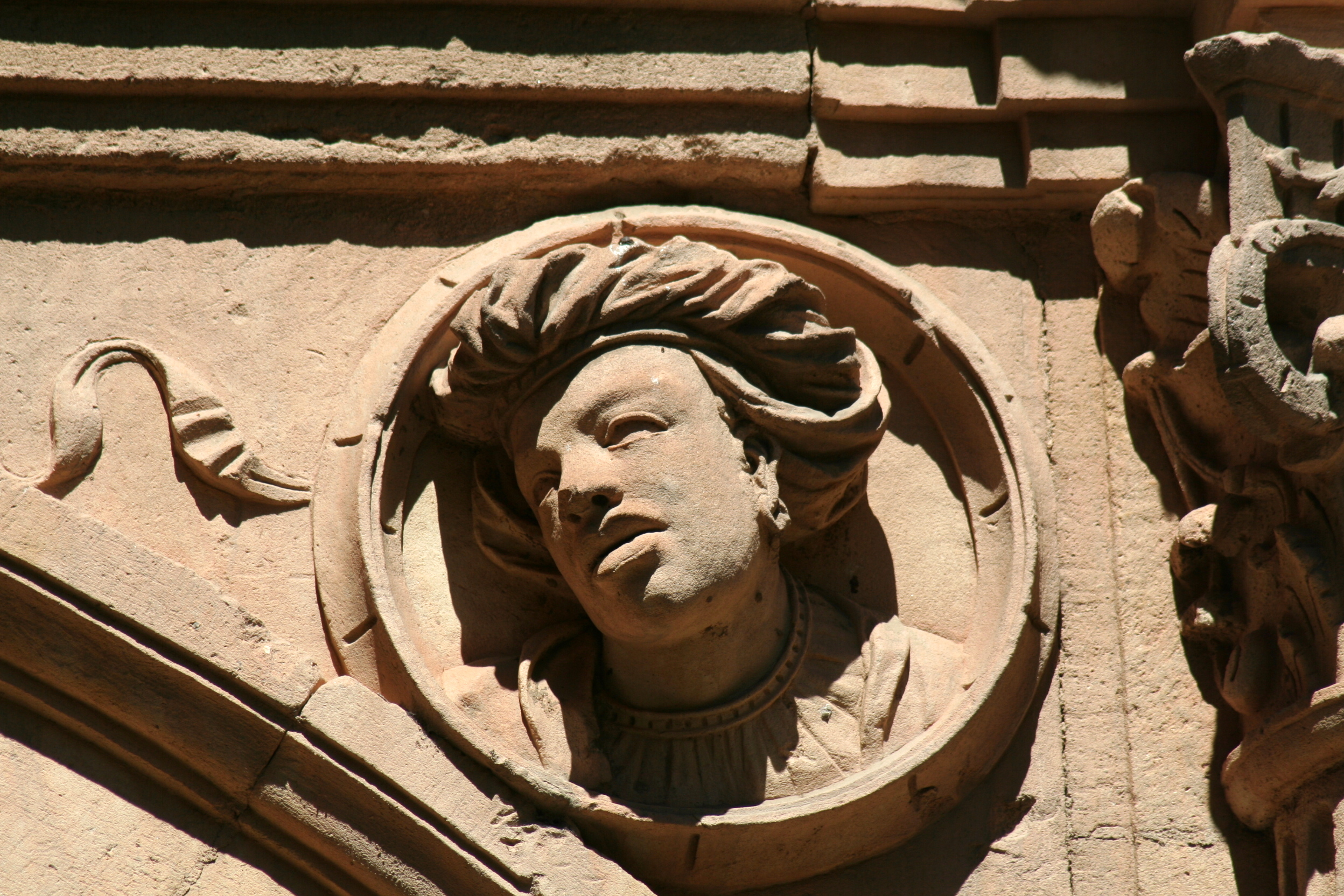
medaillon in de kloostergang
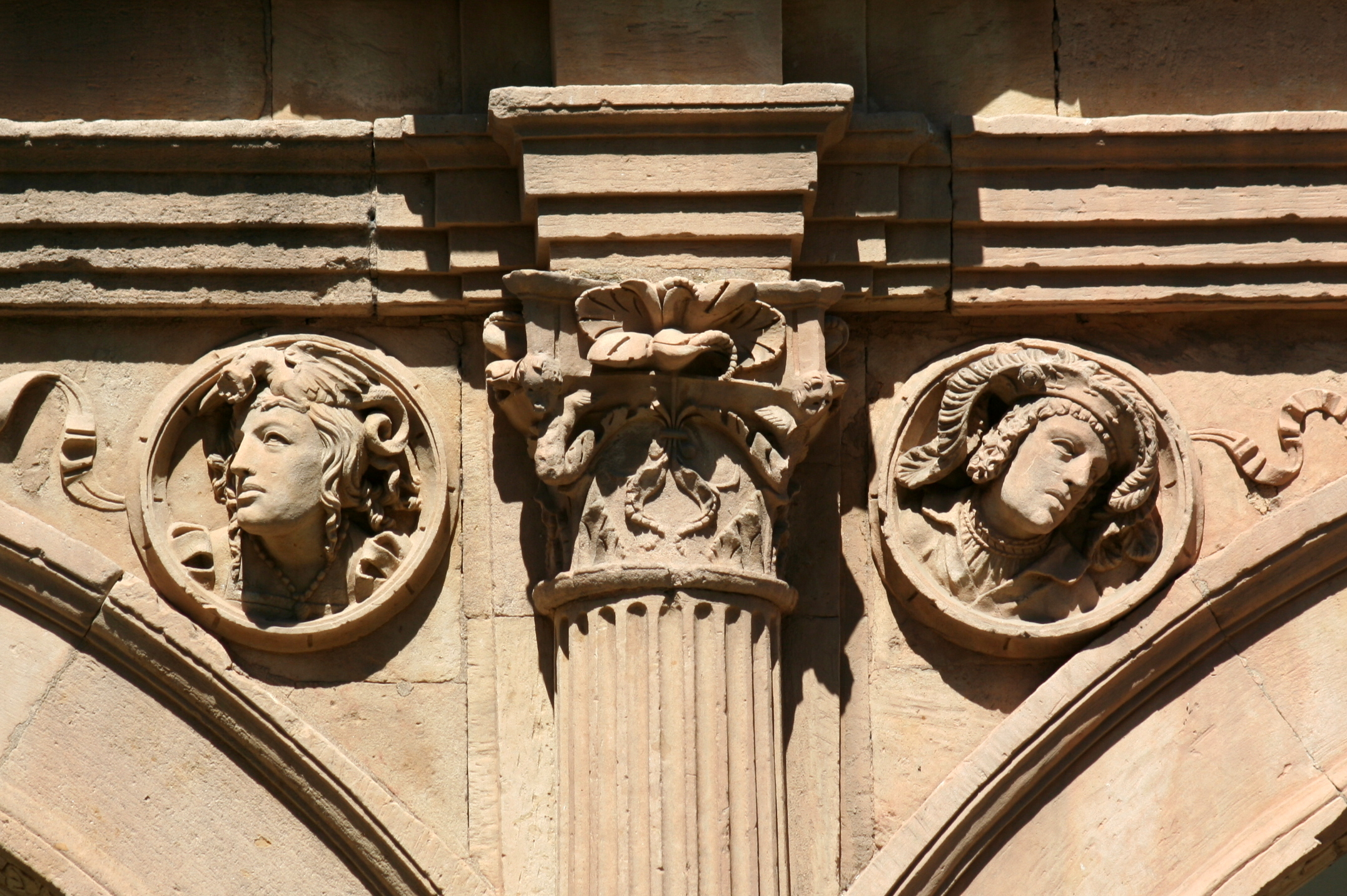
medaillons in de kloostergang
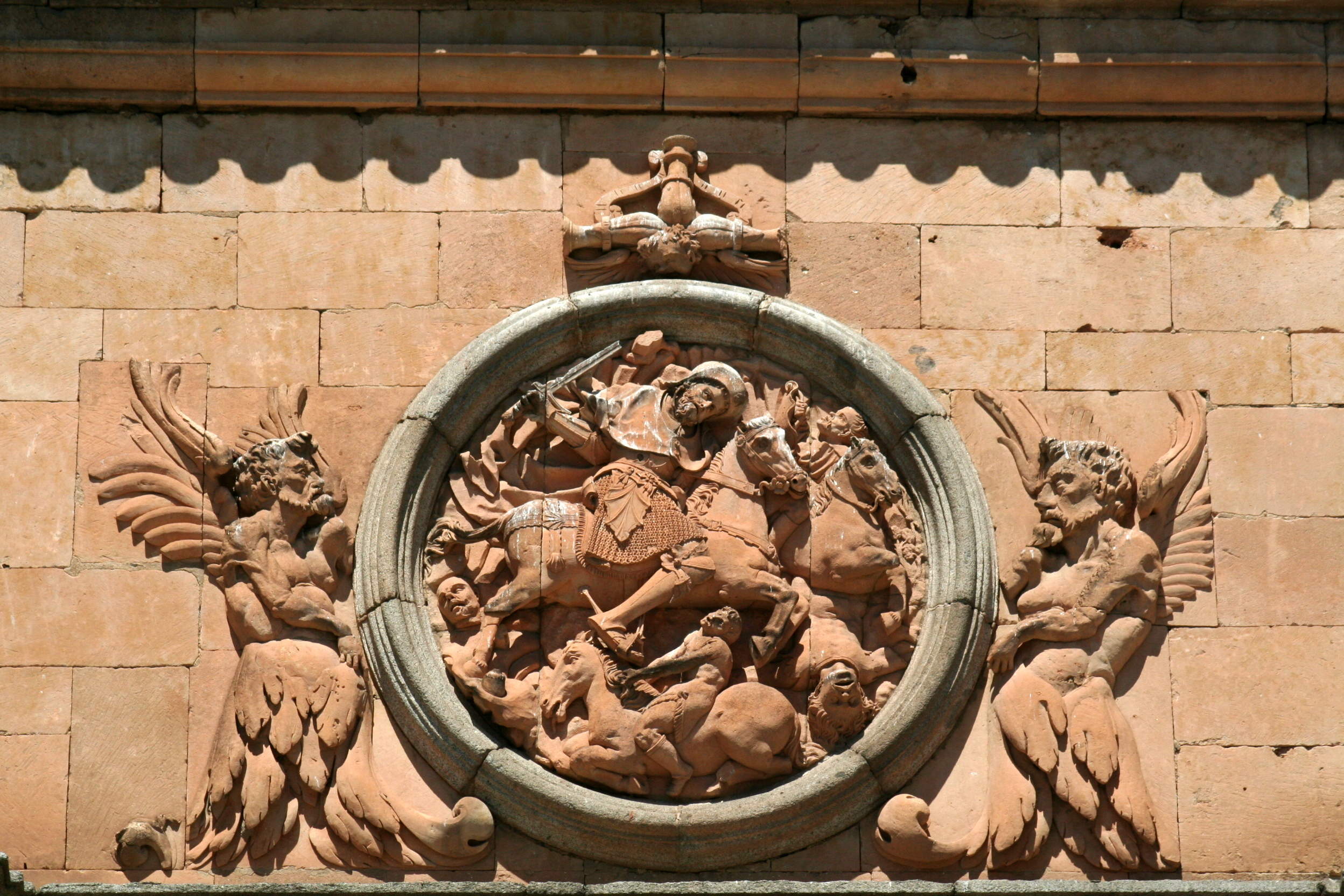
medaillon boven het hoofdportaal
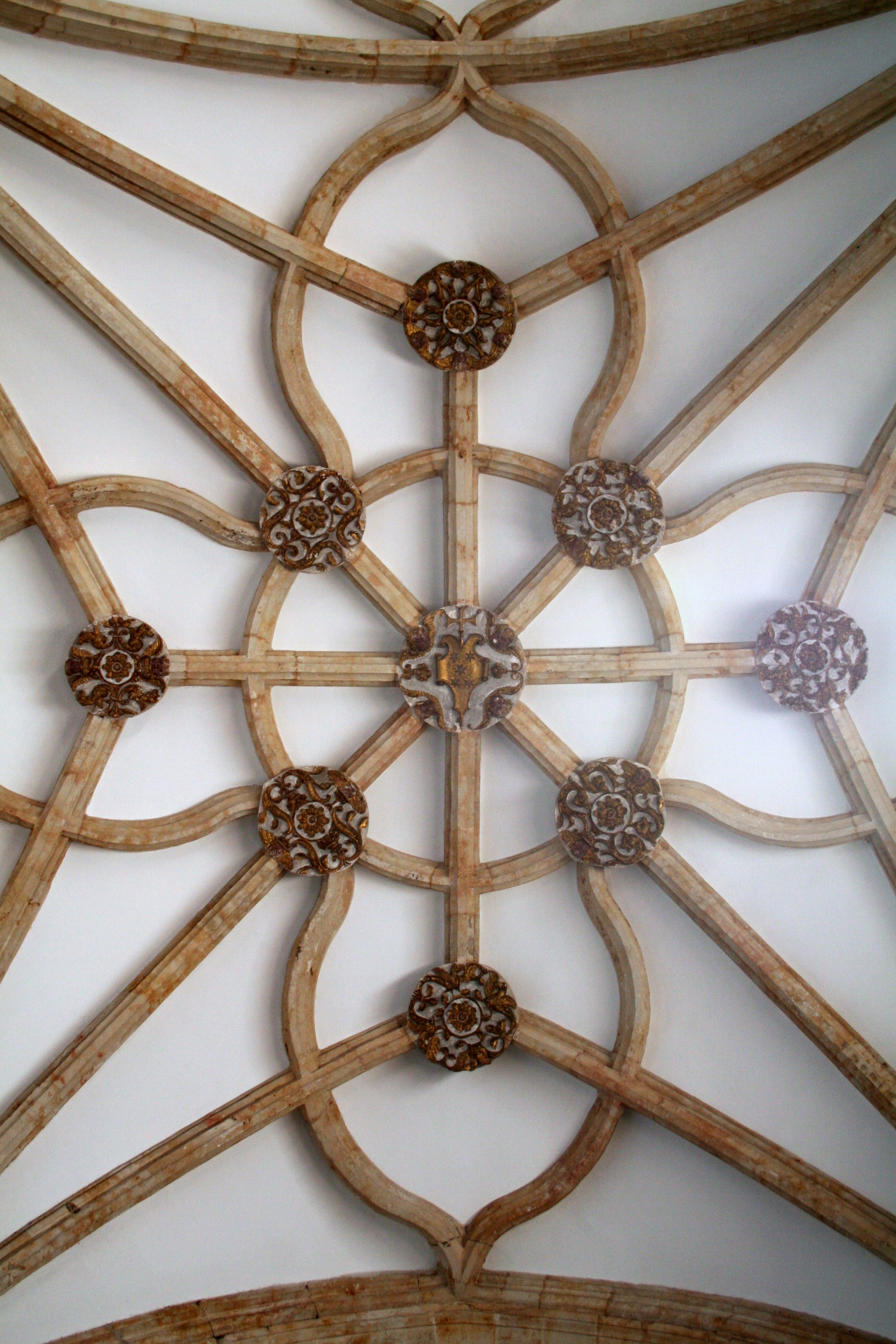
gewelven van de kapel
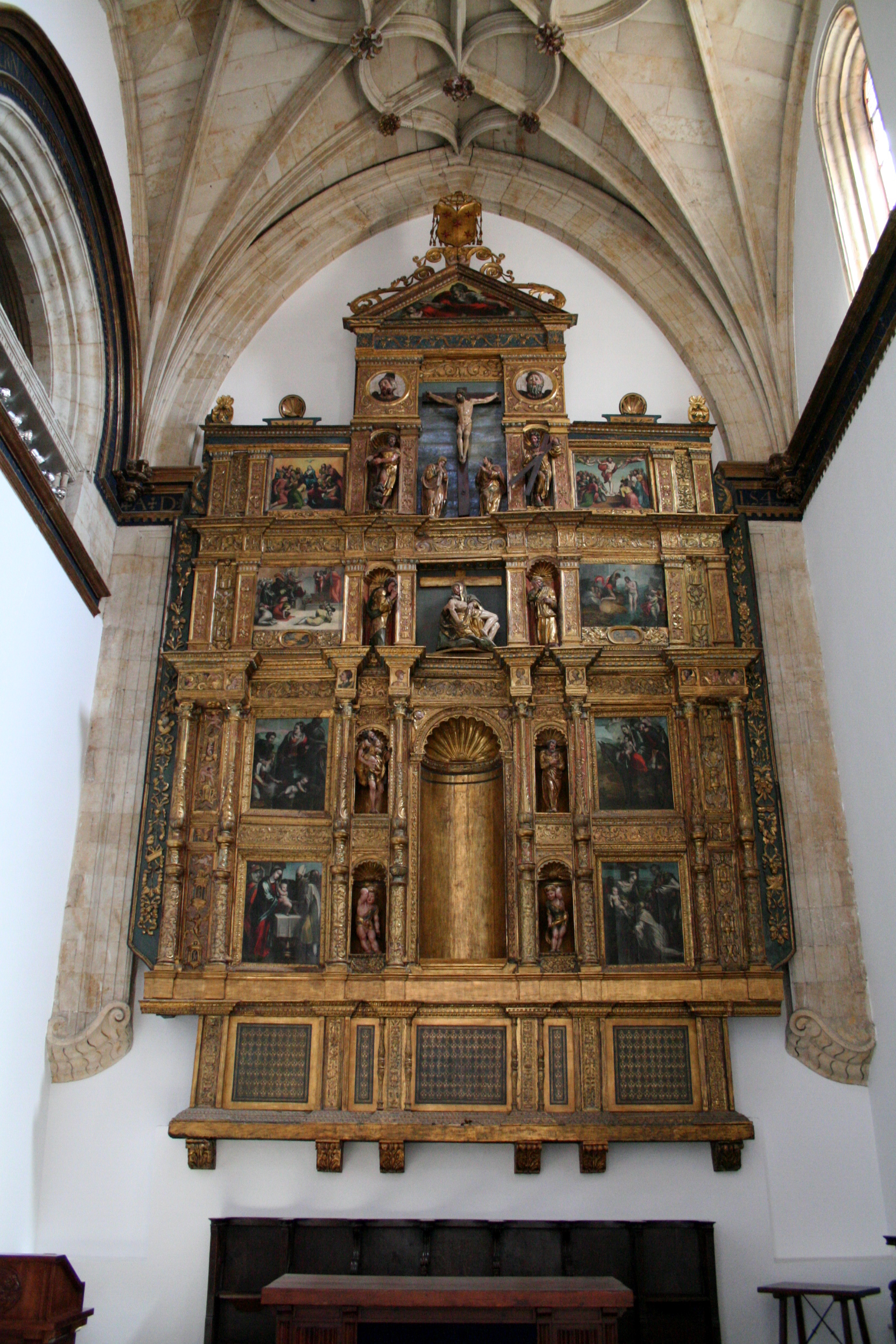
retabel in de kapel
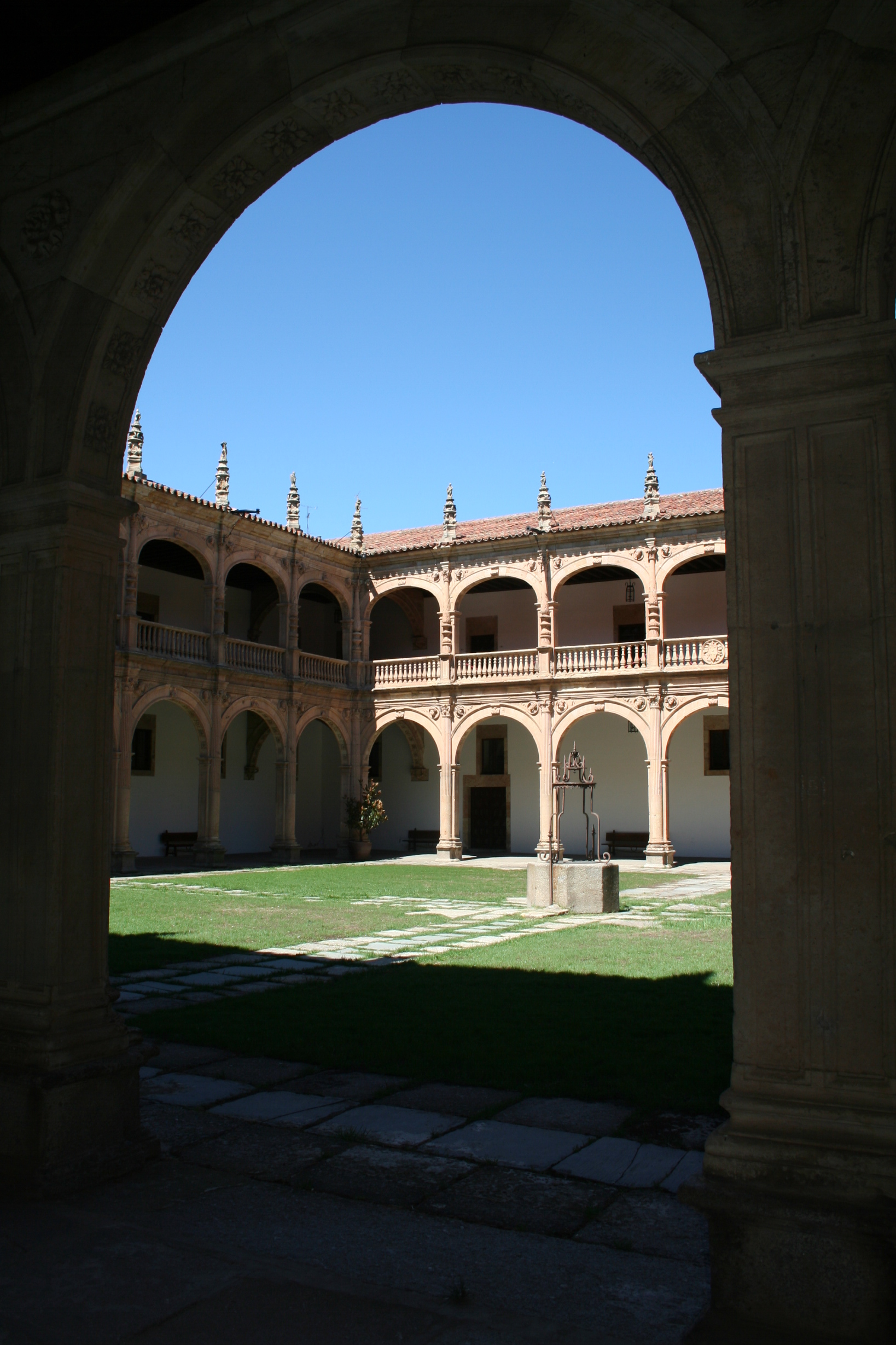
Kloostergang